# Acratosaura
Genre
Acratosaura est un genre de sauriens de la famille des Gymnophthalmidae.

## Répartition
Les deux espèces de ce genre sont endémiques du Brésil. Elles se rencontrent au Nordeste et dans le Nord du Minas Gerais.

## Description
Ce sont des reptiles diurnes, et ovipares, ils sont assez petits, aux pattes avant presque atrophiées et possédant une très longue queue.

## Liste des espèces
Selon The Reptile Database (6 janvier 2016) :
- Acratosaura mentalis (Amaral, 1933)
- Acratosaura spinosa Rodrigues, Cassimiro, De Freitas & Santos Silva, 2009

## Taxinomie
Ce genre a été créé en 2007 pour y placer une seule espèce qui était auparavant classée dans le genre Colobosaura, une seconde espèce a été décrite en 2009.

## Publication originale
- Rodrigues, Pellegrino, Dixo, Verdade, Pavan, Suzart Argôlo, & Sites, 2007 : A new genus of microteiid lizard from the Atlantic forests of State of Bahia, Brazil, with a new generic name for Colobosaura mentalis, and a discussion of relationships among the Heterodactylini (Squamata, Gymnophthalmidae). American Museum novitates, no 3565, p. 1-27 (texte intégral).